# Val-Suzon
Val-Suzon ist eine französische Gemeinde mit 204 Einwohnern (Stand 1. Januar 2022) im Département Côte-d’Or in der Region Bourgogne-Franche-Comté. Sie gehört zum Arrondissement Dijon und zum Kanton Fontaine-lès-Dijon.

## Geographie
Val-Suzon wird umgeben von Curtil-Saint-Seine im Norden, von Messigny-et-Vantoux im Osten, von Pasques im Süden und von Francheville im Westen.

## Bevölkerungsentwicklung
| Jahr                       | 1962 | 1968 | 1975 | 1982 | 1990 | 1999 | 2008 | 2013 | 2019 |
| Einwohner                  | 100  | 118  | 109  | 178  | 194  | 180  | 220  | 218  | 202  |
| Quellen: Cassini und INSEE |      |      |      |      |      |      |      |      |      |

## Sehenswürdigkeiten

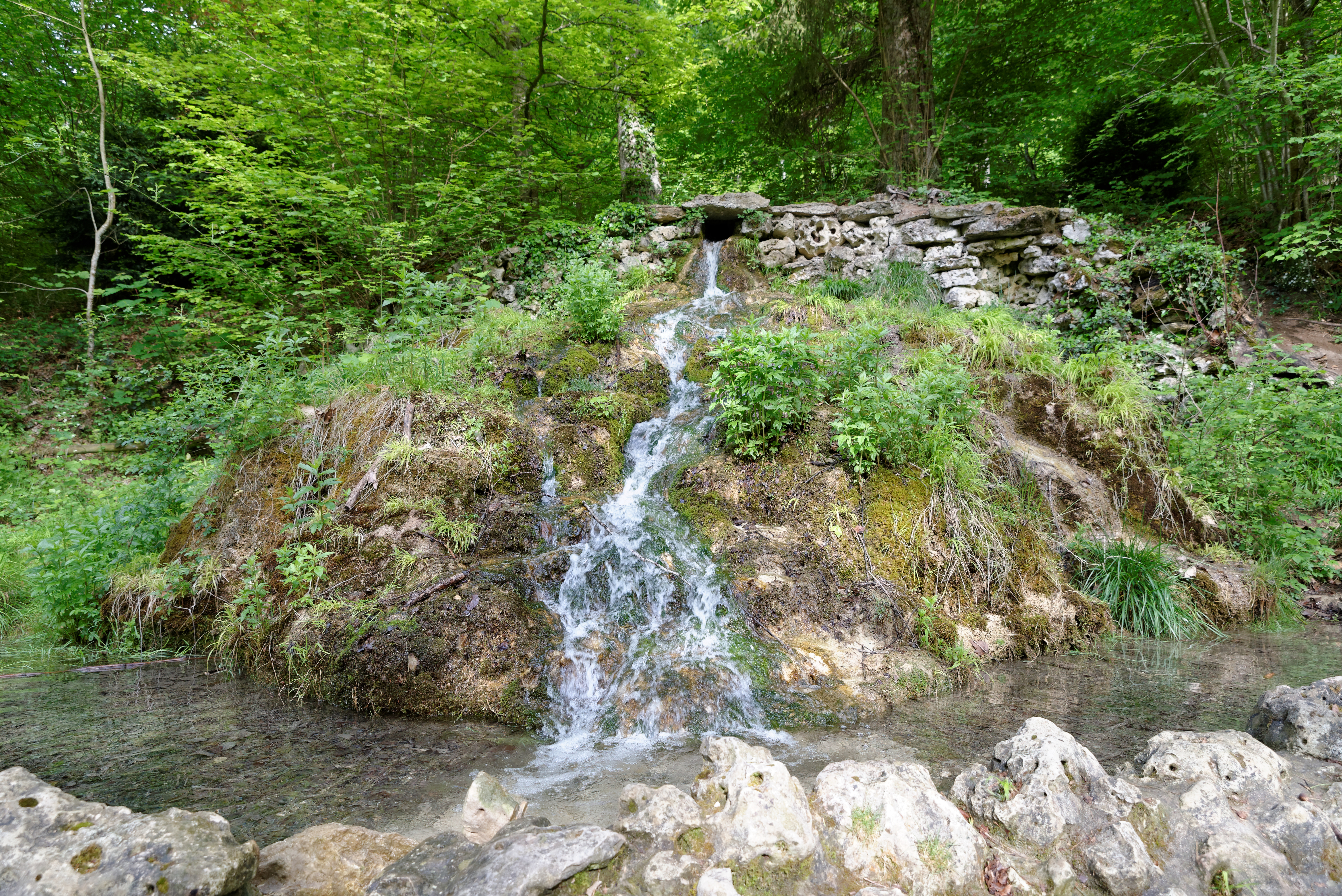
Im Naturschutzgebiet von Val-Suzon

- Réserve naturelle régionale du Val-Suzon Naturschutzgebiet von Val-Suzon
- Der Fernwanderweg GR 2 führt an Val-Suzon vorbei.